# Lotus 1-2-3
Lotus 1-2-3 er et regnearksprogram fra Lotus Software (nu en del af IBM). Det var IBM PC'ens først killerapplikation; dets store popularitet i midt-1980'erne bidrog væsentligt til IBM PC'ens succes den professionelle verden.
Lotus Development Corporation blev grundlagt af Mitch Kapor, der var ven med udviklerne af VisiCalc. 1-2-3 blev oprindeligt skrevet af Jonathan Sachs, som havde skrevet to tidligere regnearksprogrammer medens han arbejdede for Concentric Data Systems, Inc.
1-2-3 blev udsendt 26. januar 1983, og begyndte med udkonkurrere det ellers så populære VisiCalc allerede samme år, og i en årrække var det det førende DOS regneark. Modsat Microsoft Multiplan, holdt 1-2-3 sig tæt op ad VisiCalc-modellen, inklusive "A1" bogstav- og talnotationen for celler. Det var uden væsentlige fejl, og var meget hurtigt fordi det var programmeret udelukkende i assembler og gik uden om de langsomme DOS skærm input/output funktioner for i stedet at skrive direkte til memory-mapped video display hardware.
Navnet "1-2-3" stammede fra produktets tre hovedegenskaber. Foruden at være et regneark, tilbød også grafikvisnig og rudimentære databasefunktioner.
Datafunktioner omfattede at sortere data i en kolonne. At rette tekst i et område ind i afsnit gjorde det muligt at anvende programmet som en primitiv tekstbehandler.
Programmet havde tastaturstyrede pop-op menuer og enkelt-tast-kommandoer, hvilket gjorde det hurtigt at anvende. Det var også brugervenligt, da det indførte det formentligt først kontekststyrede hjælpesystem, placeret på F1-tasten.
Macroer og tilføjelser (add-ins indført i version 2.0) bidrog til 1-2-3's popularitet, idet det tillod andre at sælge makropakker og tilføjelser lige fra finansielle regneark til komplette tekstbehandlere.